# Benito Soliven
Benito Soliven (Bayan ng Benito Soliven) är en kommun i Filippinerna. Kommunen ligger på ön Luzon, och tillhör provinsen Isabela. Folkmängden uppgår till 22 192 invånare.

## Barangayer
Benito Soliven är indelat i 29 barangayer.
| - Andabuen - Ara - Binogtungan - Capuseran (Capurocan) - Dagupan - Danipa - District II (Pob.) - Gomez - Guilingan - La Salette - Makindol - Maluno Norte - Maluno Sur - Nacalma - New Magsaysay | - District I (Pob.) - Punit - San Carlos - San Francisco - Santa Cruz - Sevillana - Sinipit - Lucban - Villaluz - Yeban Norte - Yeban Sur - Santiago - Placer - Balliao |